# 苅部直
苅部 直（かるべ ただし、1965年 - ）は、日本の政治学者、東京大学教授。専門は日本政治思想史。広く新しい視野でテーマを探り、政治思想研究を牽引している。 著書に『丸山眞男ーリベラリストの肖像』(2006年)、『鏡の中の薄明』(2010年)、『「維新革命」への道』(2017年)などがある。

## 来歴・人物
1965年、東京都北区生まれ。1983年、筑波大学附属高等学校卒業。東京大学教養学部文科Ⅲ類から法学部に進学し、1994年、東京大学大学院法学政治学研究科博士課程修了。渡辺浩に師事した。「光の領国 -和辻哲郎における「人間」と「政治」」で博士（法学）の学位を取得。
1994年、東京大学講師を経て、1996年、助教授。2006年、教授。2021年、東京大学附属図書館副館長。
2006年、『丸山眞男――リベラリストの肖像』でサントリー学芸賞（思想・歴史部門）を受賞。2011年、『鏡の中の薄明』で毎日書評賞受賞。
2005年から読売新聞の読書委員を務める。2021年9月より、論壇チャンネル「ことのは」で番組（苅部直の「〈日本〉の思想文化」）を配信中。

## 著書
- 『光の領国――和辻哲郎』（創文社 1995年／岩波現代文庫 2010年）
- 『丸山眞男――リベラリストの肖像』（岩波新書 2006年）
- 『移りゆく「教養」』 （NTT出版 2007年）
- 『鏡のなかの薄明――苅部直時評・書評選』（幻戯書房 2010年）
- 『歴史という皮膚』 （岩波書店 2011年）
- 『ヒューマニティーズ　政治学』（岩波書店 2012年）
- 『安部公房の都市』（講談社 2012年）
- 『秩序の夢――政治思想論集』（筑摩書房 2013年）
- 『物語岩波書店百年史 3─「戦後」から離れて』（岩波書店 2013年）
- 『「維新革命」への道―「文明」を求めた十九世紀日本』（新潮選書 2017年）
デイビッド・ノーブル 英訳版（出版文化産業振興財団 2019年）が刊
- 『日本思想史への道案内』（NTT出版 2017年）
- 『日本思想史の名著30』（ちくま新書 2018年）
- 『基点としての戦後――政治思想史と現代』（千倉書房 2020年）
- 『小林秀雄の謎を解く』（新潮選書 2023年）

### 共編著
- 片岡龍 編『日本思想史ハンドブック』新書館、2008年3月。ISBN 978-4-403-25094-1。
- （宇野重規・中本義彦）『政治学をつかむ』（有斐閣 2011年）
- （飯尾潤・牧原出）『政治を生きる　歴史と現代の透視図』（中央公論新社〈中公叢書〉 2012年）
- 『日本思想史講座』（ぺりかん社）全5巻、2012-15年。編集委員
- 『岩波講座 日本の思想』（岩波書店）全8巻、2013-14年。編集委員
- 和辻哲郎 『初稿 倫理学』（ちくま学芸文庫、2017年）
- （宮台真司・渡辺靖）『民主主義は不可能なのか？　コモンセンスが崩壊した世界で』（読書人、2019年）
- （瀧井一博・梅田百合香）『宗教・抗争・政治 主権国家の始原と現在 』（千倉書房、2023年）

### 放送大学教材
- 御厨貴・山岡龍一編著『政治学へのいざない』放送大学教育振興会、2016年3月。ISBN 978-4-595-31624-1。

## 論文
- 「和辻哲郎の『古代』――『古寺巡礼』を中心に」『日本近代文学』72号（2005年）
- 「『始原』と植民地の政治学」酒井哲哉編『岩波講座「帝国」日本の学知（1）「帝国」編成の系譜』（岩波書店, 2006年）
- 「回想と忘却――丸山眞男の『神皇正統記』論をめぐって」『思想』988号（2006年）
- 「大正グローバリゼーションと『開国』──吉野作造を中心に」『思想』1020号（2009年）
- 「福澤諭吉の「怨望」論」（『思想』1033号、2010年5月）

## その他
- 朝日新聞 2022年5月29日 文化面掲載の映画『シン・ウルトラマン』についての特集記事に寄稿[5]。